# Phyllanthus makitae
Phyllanthus makitae är en emblikaväxtart som beskrevs av Jean F.Brunel. Phyllanthus makitae ingår i släktet Phyllanthus och familjen emblikaväxter.
Artens utbredningsområde är Kongo. Inga underarter finns listade i Catalogue of Life.